# Dictum of Kenilworth

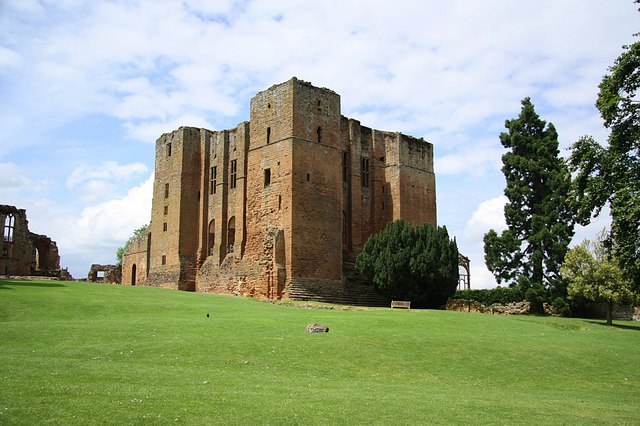
Das für den Entscheid namensgebende Kenilworth Castle

Das Dictum of Kenilworth (deutsch Entscheid von Kenilworth) war ein am 30. Oktober 1266 erlassenes Friedensangebot des englischen Königs Heinrich III. an die verbliebenen Rebellen, die im Zweiten Krieg der Barone gegen ihn rebellierten.

## Hintergrund
In der Schlacht von Evesham hatten die rebellierenden Barone um Simon de Montfort, 6. Earl of Leicester im August 1265 eine entscheidende Niederlage erlitten. Montfort und die meisten anderen Führer der Rebellen waren in der Schlacht gefallen, doch die Repressionen der Anhänger des Königs gegen die verbliebenen Rebellen, die vielfach enteignet und damit ruiniert wurden, trieb diese dazu, den bewaffneten Kampf fortzusetzen. Diese sogenannten Enterbten überzogen weite Teile des Landes mit einem Kleinkrieg, während sich in Kenilworth Castle eine große Truppe der Rebellen verschanzt hatte. Ende Juni 1266 übernahm der König selbst die Leitung der Belagerung von Kenilworth Castle. Angesichts der Stärke der Festung beschloss er, die Rebellen durch Aushungern zur Aufgabe zu zwingen. Dieser erbitterte Widerstand zwang ihn zusammen mit einer von der Isle of Ely ausgehenden Revolte zu einer Überprüfung seiner Politik gegenüber den Enterbten. Für August 1266 berief er deshalb ein Parlament ein, bei dem der päpstliche Legat Ottobono die Aufnahme von Verhandlungen mit den Enterbten verlangte. Dies führte zur Einberufung eines Ausschusses von Bischöfen und Baronen, die einen Friedensplan erarbeiten sollten. Ottobono diente selbst als einer der beiden Schlichter, die bei Streitigkeiten innerhalb des Ausschusses vermittelten.

## Inhalt
Nachdem das Verhandlungsergebnis von einem in Northampton tagenden Parlament beschlossen worden war, wurde es am 30. Oktober im Feldlager vor Kenilworth Castle vom König erlassen, während es am folgenden Tag von Ottobono während eines Konzils der Kirche im nahen Coventry verkündet wurde. In seinem Entscheid legte der König fest, dass er unter Beachtung der Magna Carta uneingeschränkt im Besitz seiner Macht sein sollte und sie frei ausüben könne. Die Provisions of Oxford und andere von den Rebellen unter Montfort erlassene Verfügungen wurden für ungültig erklärt. Allen Rebellen, die sich innerhalb von 40 Tagen unterwarfen, wurde Amnestie zugesagt, und ihnen wurde zugestanden, ihre Besitzungen gegen eine Strafe von fünf Jahreseinkommen zurückzukaufen. Alternativ konnten sie vor den königlichen Gerichten versuchen, ihre Besitzungen zurückzuerlangen, doch falls die Gerichte ihren Ansprüchen nicht stattgaben, blieben ihre Besitzungen endgültig beschlagnahmt. Gleichzeitig untersagte ihnen der König die Fortsetzung des Kampfes.

## Folgen
Trotz der harten Bestimmungen unterwarfen sich zahlreiche Rebellen angesichts der Aussichtslosigkeit ihrer Lage dem König. Andere setzten angesichts des hohen Preises, den sie zur Rückerlangung ihrer Güter zahlen sollten, den Kampf fort, darunter ihre verbliebenen Führer, die von dem Rückerwerbungsangebot ausgeschlossen worden waren. Kenilworth Castle ergab sich erst nach Verbrauch der letzten Vorräte im Dezember 1266. Gilbert de Clare, 6. Earl of Hertford, der zu Beginn der Rebellion noch ein Unterstützer Montforts gewesen war, erkannte, dass das Dictum of Kenilworth für viele der Enterbten nicht annehmbar war, gleichzeitig musste er feststellen, dass sich viele Anhänger des Königs, darunter Roger Mortimer of Wigmore und selbst der Thronfolger Eduard, auf Kosten der Enterbten bereicherten und ihnen auch nach einer Unterwerfung nicht ihre Besitzungen zurückgaben. Im April 1267 besetzte er in einer kühnen Aktion die City of London, die ihn unterstützte, und forderte Zugeständnisse des Königs an die Enterbten. Heinrich III. und der Thronfolger Eduard bereiteten sich auf eine Belagerung Londons vor, während Königin Eleonore flämische Söldner rekrutierte. Gilbert de Clare ging jedoch am 20. April auf Verhandlungen ein. Am 13. Mai zog er sich aus London zurück, und nachdem er in den Verhandlungen zugunsten der Enterbten wichtige Zugeständnisse erreicht hatte, ergab er sich am 16. Juni. Das Dictum of Kenilworth wurde so geändert, dass die Rebellen ihre Besitzungen zurück erwerben konnten, ihre Strafzahlung jedoch aus den Einkünften ihrer Besitzungen aufbringen konnten. In einzelnen Verhandlungen konnten sie nun auch eine Verringerung der Strafe erreichen, und Legat Ottobuono versprach ihnen sogar finanzielle Unterstützung durch den Klerus. Am 18. Juni zog der König wieder in London ein, und am 1. Juli 1267 unterwarfen sich die verbliebenen Rebellen. Das von einem Parlament im November 1267 erlassene Statut von Marlborough bestätigte das geänderte Dictum of Kenilworth.